# Augusta (imię)
Augusta – imię łacińskiego pochodzenia, żeński odpowiednik imienia August. W Polsce rzadko używane.
Augusta imieniny obchodzi 27 marca, 3 sierpnia i 31 października.

## Osoby o imieniu Augusta
- Augusta Pruska – pruska księżniczka
- Augusta Wiktoria von Schleswig-Holstein-Sonderburg-Augustenburg – cesarzowa Niemiec
- Augusta z Saksonii-Weimaru-Eisenach (1811–1890) – księżniczka saska, cesarzowa niemiecka i królowa Prus, córka wielkiego księcia Sachsen-Weimar-Eisenach Karola Fryderyka oraz wielkiej księżnej Marii Pawłownej, córki cara Rosji, Pawła I
- Augusta Emma Stetson (1842–1928) – amerykańska działaczka religijna i poetka
- Luiza Pruska, właśc. Luiza Augusta Wilhelmina Amalia von Mecklemburg-Strelitz – księżniczka meklemburska, królowa pruska
- Magdalena Augusta Anhalt-Zerbst – księżna Sachsen-Gotha-Altenburg
- Luiza Hessen-Kassel, właśc. Luiza Wilhelmina Fryderyka Maria Karolina Augusta Julia – królowa Danii w latach 1863–1898
- Isabella Augusta Gregory – irlandzka pisarka.